# Якуб Волонсевич
Якуб Яцек Волонсевич (на полски: Jakub Jacek Wołąsiewicz) (1 февруари 1960 г. в Жельона Гура, Полша – 7 юни 2016 г. във Варшава, Полша) е полски дипломат. Посланик на Полша в Естония (1994 – 2001), пълномощен представител на Полша в ЕСПЧ (2002 – 2012), генерален консул на Полша в Донецк (2013 – 2015).

## Биография
Роден на 1 февруари 1960 г. в Жельона Гура. През 1984 г. завършва Факултета по администрация и право на Варшавския университет (магистърска степен под ръководството на професор Анджей Стелмаховски, бъдещ председател на Сената на Полша). След дипломирането си постъпва в Министерството на външните работи на Полша.
През 1989 г. е заместник-директор на правния и договорен отдел на Министерството на външните работи на Полша.
През 1990 г. е назначен за директор на Източния отдел на Министерството на външните работи.
От 1994 до 2001 г. е извънреден и пълномощен посланик на Република Полша в Република Естония.
От 2001 до 2013 г. е пълномощен представител на Полша в Европейския съд по правата на човека.
От 2013 до 2015 г. е генерален консул на Полша в Донецк, Украйна. На 12 юни 2014 г. заради Война в войната в Донбас работата на консулството е спряна, а през февруари 2015 г. е ликвидирана.
Умира на 7 юни 2016 г. във Варшава.

## Награди
- Орден на Кръста на земята на Мария Клас II (Естония, 2000 г.)[7]
- Почетен знак на Министерството на външните работи на Полша Bene Merito (2014)[8]